# Pumpkinhead: Blood Feud
Pumpkinhead: Blood Feud (Brasil: Pumpkinhead 4 - Maldição Sangrenta )  é um telefilme produzindo por Estados Unidos, Grã-Bretanha e Romênia em 2007, escrito e dirigido por Michael Hurst.
Continuação do filme "Pumpkinhead de Volta das Cinzas" (Pumpkinhead: Ashes to Ashes) (2006) e última parte da quadrilogia, iniciada com o filme "Pumpkinhead: A Vingança do Diabo" (Pumpkinhead) (1988) .

## Sinopse
Quando percebe que não consegue conquistar a garota que ama, um jovem convoca o demônio Pumpkinhead (Cabeça de Abóbora) para matar a família toda da jovem.

## Elenco
- Bob Gunter...Pumpkinhead
- Amy Manson...Jodie Hatfield
- Bradley Taylor...Ricky McCoy
- Claire Lams...Dolly Hatfield
- Rob Freeman...Sheriff Dallas Pope
- Ovidiu Niculesc...Bobby Joe Hatfield
- Peter Barnes...Papa McCoy
- Lance Henriksen...Ed Harley

## Recepção
De acordo com a crítica especializada, o filme recebeu críticas mistas. Jon Condit da Dread Central avaliou 3/5 estrelas e escreveu que é modestamente divertido, mas não chegaria aos pés do filme de 1988. David Johnson escreveu: "É um filme de terror adequado que talvez pense que é um pouco mais impressionante do que realmente é, mas a soma total de cenas sangrentas é divertida, os efeitos da criatura não são uma perda de tempo. "